# De Hoop (Almelo)

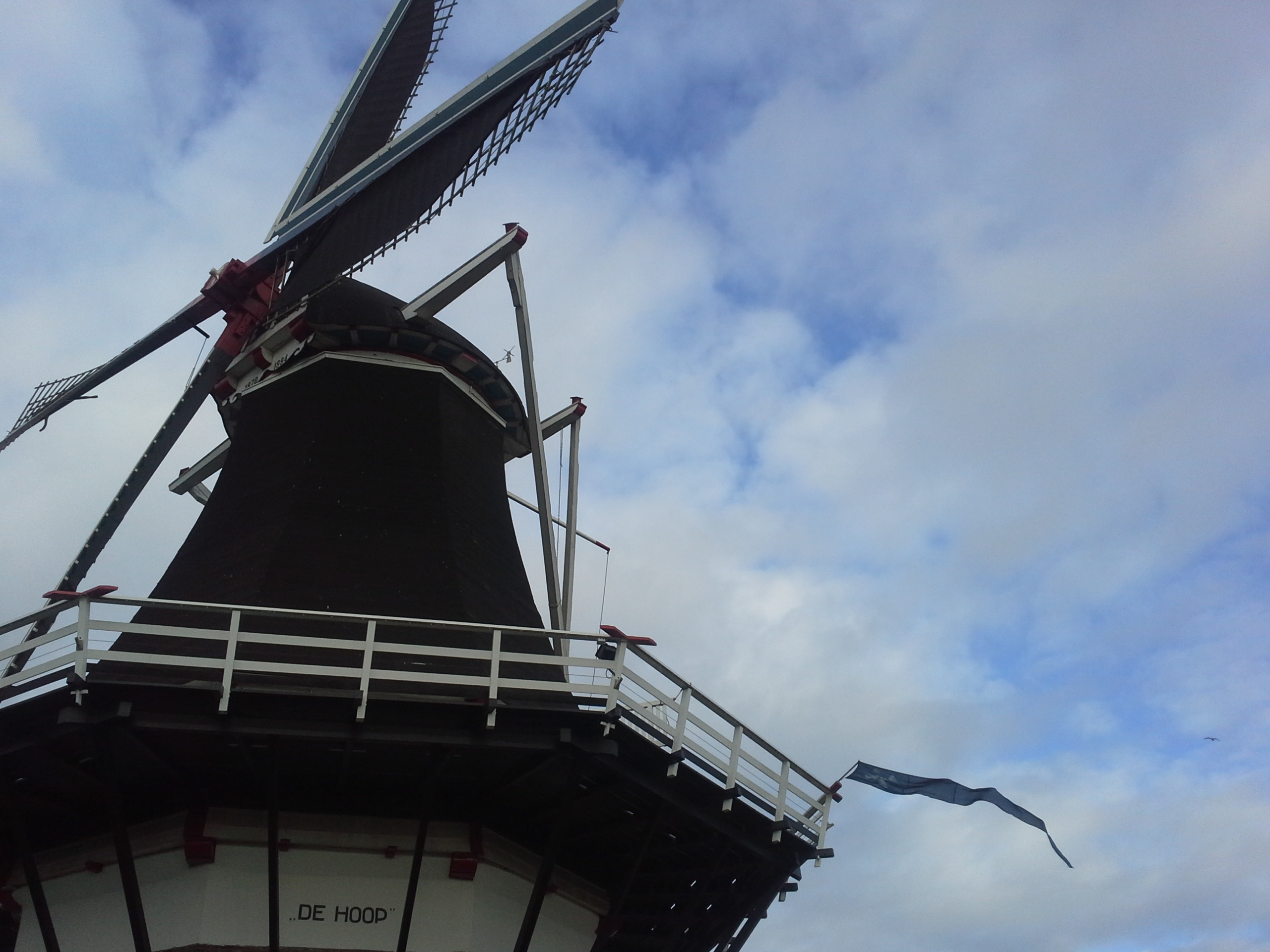
Korenmolen De Hoop te Almelo, bezien vanuit de naastgelegen speeltuin.

De Hoop is een korenmolen in Almelo in de Nederlandse provincie Overijssel. De achtkantige stellingmolen is geheel draai- en maalvaardig. In de molen bevinden zich twee kunststenen koppels maalstenen—een windgedreven en een stroomgedreven koppel.

## Geschiedenis
De oorspronkelijke molen werd in 1870 gebouwd met gebruikmaking van een gesloopte molen uit 1797 en werd na brand in 1910 herbouwd. Bij de herbouw werden wederom onderdelen van een afgebroken molen gebruikt. Tot 1951 bleef de molen op windkracht in bedrijf, daarna werd er met een elektromotor verder gemalen. Wel werd de molen in 1962 gerestaureerd. In 1978 werd het maalbedrijf gestopt en in 1990 deed de laatste particulier eigenaar de molen over aan de gemeente Almelo. In 1995 werd de molen bij een omvangrijke restauratie geheel maalvaardig opgeleverd en is sindsdien op vrijwillige basis in bedrijf.
| Jaar | Gebeurtenis                                                                                        |
| ---- | -------------------------------------------------------------------------------------------------- |
| 1797 | De Stadsmolen aan de Molenstraat wordt gebouwd.                                                    |
| 1869 | J.H. Steffens koopt grond in toenmalig Ambt-Almelo, aan de Nieuwstraat.                            |
| 1870 | De molen aan de Nieuwstraat wordt gebouwd, vermoedelijk met onderdelen van de stadsmolen.          |
| 1910 | De molen brandt tot op de stenen onderbouw af. Herbouw met onderdelen Het Springend Hart (Makkum). |
| 1914 | De molen wordt eigendom van W. Leemans.                                                            |
| 1936 | De molen wordt overgekocht door W. de Loo en krijgt zijn huidige naam.                             |
| 1943 | De molen krijgt een wiekverbetering op één roede (Systeem van Bussel).                             |
| 1951 | De wieken van de molen komen stil te staan, maar het elektrisch koppel maalt door.                 |
| 1962 | De molen wordt gerestaureerd.                                                                      |
| 1978 | De molen komt geheel stil te staan en wordt niet meer gebruikt.                                    |
| 1995 | Groot herstel aan de molen. Een jaar later gaat de molen open voor publiek.                        |

## Opbouw

### Staand gedeelte

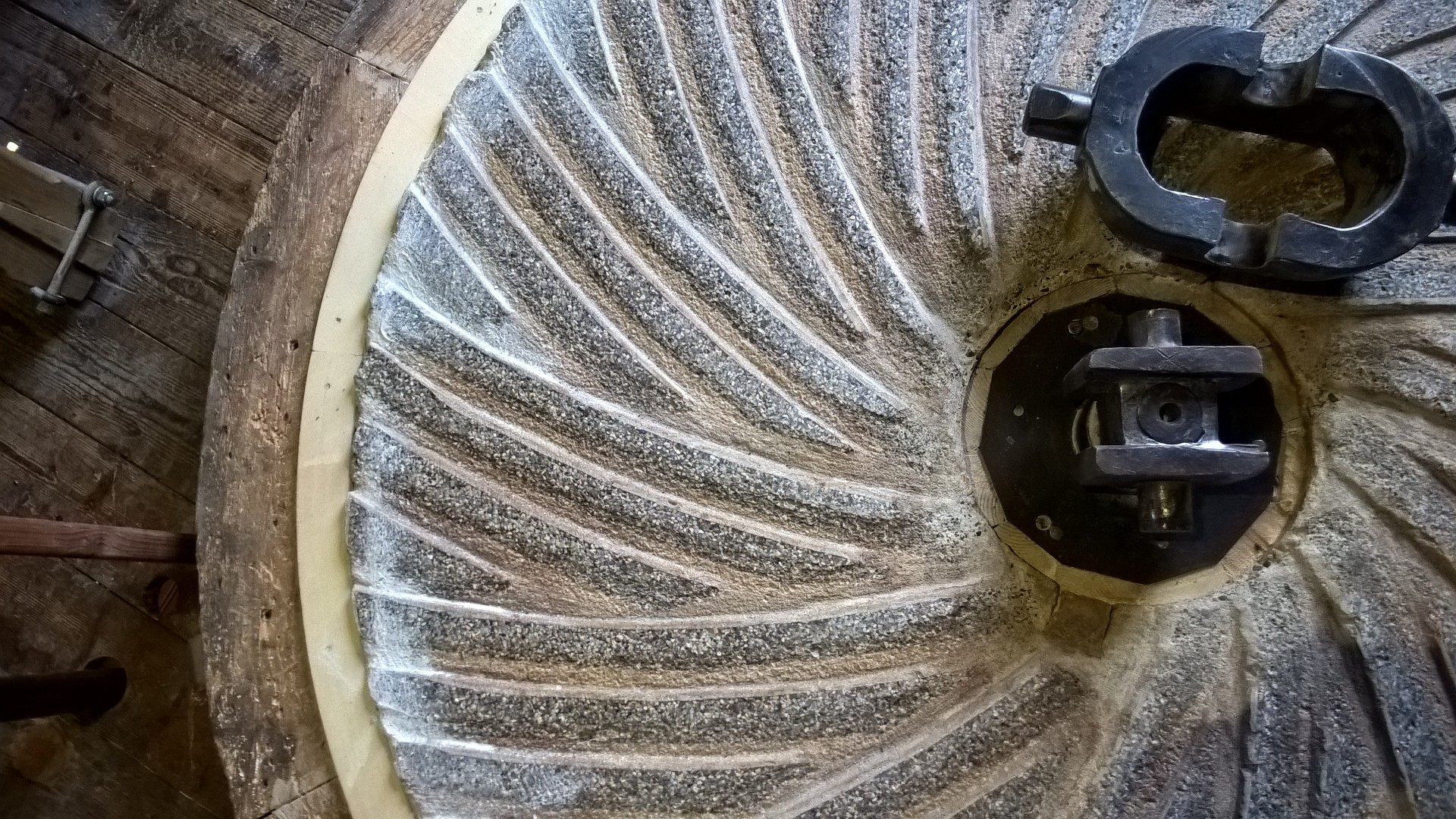
De ligger van het elektrisch maalkoppel van korenmolen De Hoop in Almelo.

De achtkantige stenen onderbouw van de molen biedt volledige doorgang door de molen middels twee brede toegangsdeuren, al is momenteel nog slechts een van de twee in gebruik.
Middels trappen bereikt men achtereenvolgens de maalzolder, de steenzolder, de luizolder en de kapzolder. Vanaf de steenzolder kan met enkele treden de stelling worden bereikt. Dit niveauverschil is het gevolg van de uit Makkum overgebrachte en op de bestaande stenen onderbouw geplaatste molenromp. Deze stelling bevindt zich op 8,40 meter boven de grond. Het volledige molenlijf is ongeveer twintig meter hoog.

### Gaand gedeelte

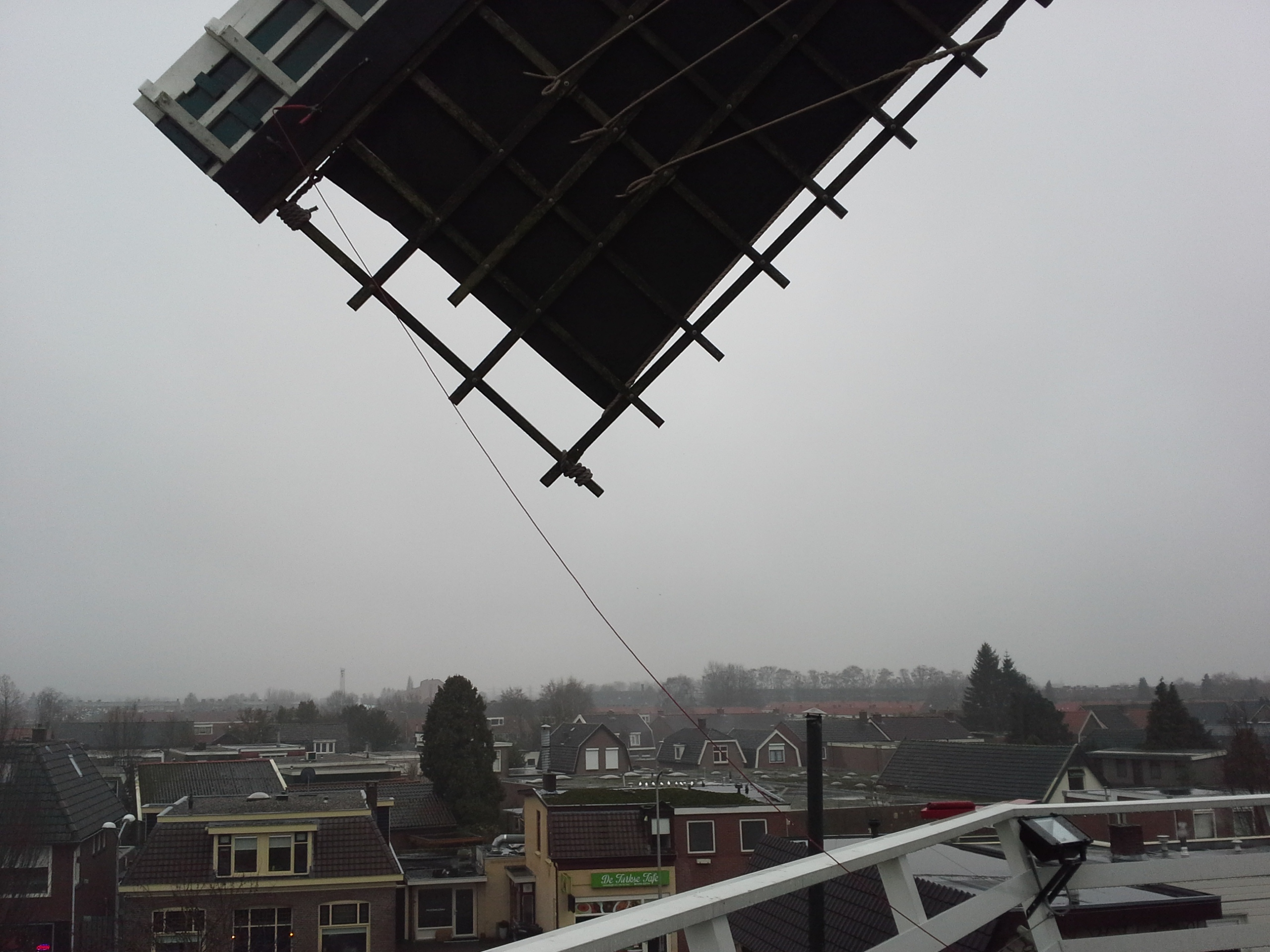
Het uitzicht over Almelo vanaf de stelling van de molen op een bewolkte dag.

Het gevlucht van de molen is 23,20 meter lang en uitgevoerd in viermaal Oud-Hollandse tuigage. De roeden zijn van makelaardij van de firma Buurma/Naaijer en geproduceerd in 1995. De gietijzeren bovenas is van de firma Enthoven & Co en geproduceerd in 1853. De kap draait op een neutenkruiwerk met 32 met blik afgewerkte neuten.
Om de bovenas bevindt zich het bovenwiel (61 kammen) met een Vlaamse vang. Het wiel draait in op de bonkelaar (32 kammen). De draaiende beweging wordt middels de koningsspil overgebracht op het spoorwiel (90 kammen). Met een steenschijfloop (30 staven) kan het 16der koppel kunststenen worden aangedreven.